# Hugo Henke
Hugo Emil Henke (* 9. Juni 1888 in Rüstringen; † 3. Mai 1945 in der Neustädter Bucht) war ein kommunistischer Politiker.

## Leben
Der gelernte Schmied begab sich nach erfolgreicher Gesellenprüfung auf die Wanderschaft, auf welcher er u. a. in Italien arbeitete. Henke, der schon früh den politischen und sozialen Zuständen kritisch gegenüberstand, trat 1912 aus der Kirche aus und wurde 1914 nach Beginn des Ersten Weltkrieges nur widerwillig Soldat. Nach vierjähriger Kriegsteilnahme an der Westfront kehrte Henke 1918 nach Wilhelmshaven zurück, wo er an der Novemberrevolution teilnahm und dem Arbeiter- und Soldatenrat angehörte. 1919 schloss Henke sich der nach dem Heidelberger Parteitag aus der KPD ausgeschlossenen Minderheit an, welche 1920 die Kommunistische Arbeiterpartei Deutschlands (KAPD) gründete; dieser Partei gehörte er bis 1923 an.
1931 trat Henke der KPD bei und war bald einer der wichtigsten Aktivisten der Partei im Raum Wilhelmshaven, wo er auch den Kampfbund gegen den Faschismus und die antifaschistische Agitation der KPD leitete. 1932 wurde Henke in den Oldenburgischen Landtag gewählt, wo er ebenfalls seinen Schwerpunkt auf die Agitation gegen die NSDAP (welche die Landesregierung stellte) legte.
Nach der Machtübernahme der NSDAP 1933 war Henke zeitweise im KZ Vechta inhaftiert, wurde aber noch im selben Jahr freigelassen. In den folgenden Jahren politisch inaktiv, nicht in Widerstandsstrukturen der KPD involviert und zeitweise arbeitslos, versuchte Henke sich als Schmied selbständig zu machen. Im Rahmen der Aktion Gitter wurde Henke im August 1944 erneut verhaftet und in das KZ Neuengamme verschleppt. Von hier wurde Henke im April 1945 gezwungen, am Todesmarsch Richtung Lübecker Bucht teilzunehmen, wo Henke am 3. Mai 1945 bei der Bombardierung der Cap Arcona starb.